# Bắc Băng Dương

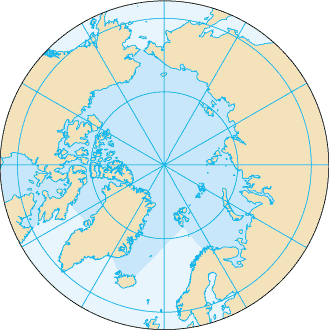
Bắc Băng Dương trên bản đồ thế giới

Bắc Băng Dương là đại dương nhỏ nhất trong năm đại dương của Trái Đất, bao quanh cực Bắc, nơi đây băng tuyết bao phủ hoàn toàn vào mùa đông và một phần quanh năm. Có diện tích 14.090.000 km² và có độ sâu trung bình 1.205 mét. Bao quanh bởi các vùng đất của Liên bang Nga, Hoa Kỳ (vùng Alaska), Canada, Na Uy, Đan Mạch ( vùng đảo Greenland). Nhiệt độ và độ mặn của nó thay đổi theo mùa vào thời gian đóng băng và tan băng; độ mặn của nó có giá trị thấp nhất so với giá trị độ mặn trung bình của 5 đại dương lớn, do tốc độ bốc hơi thấp, lượng nước ngọt đổ vào từ các sông và suối lớn và có ít liên hệ với các đại dương và vực nước xung quanh.

## Lịch sử thám hiểm

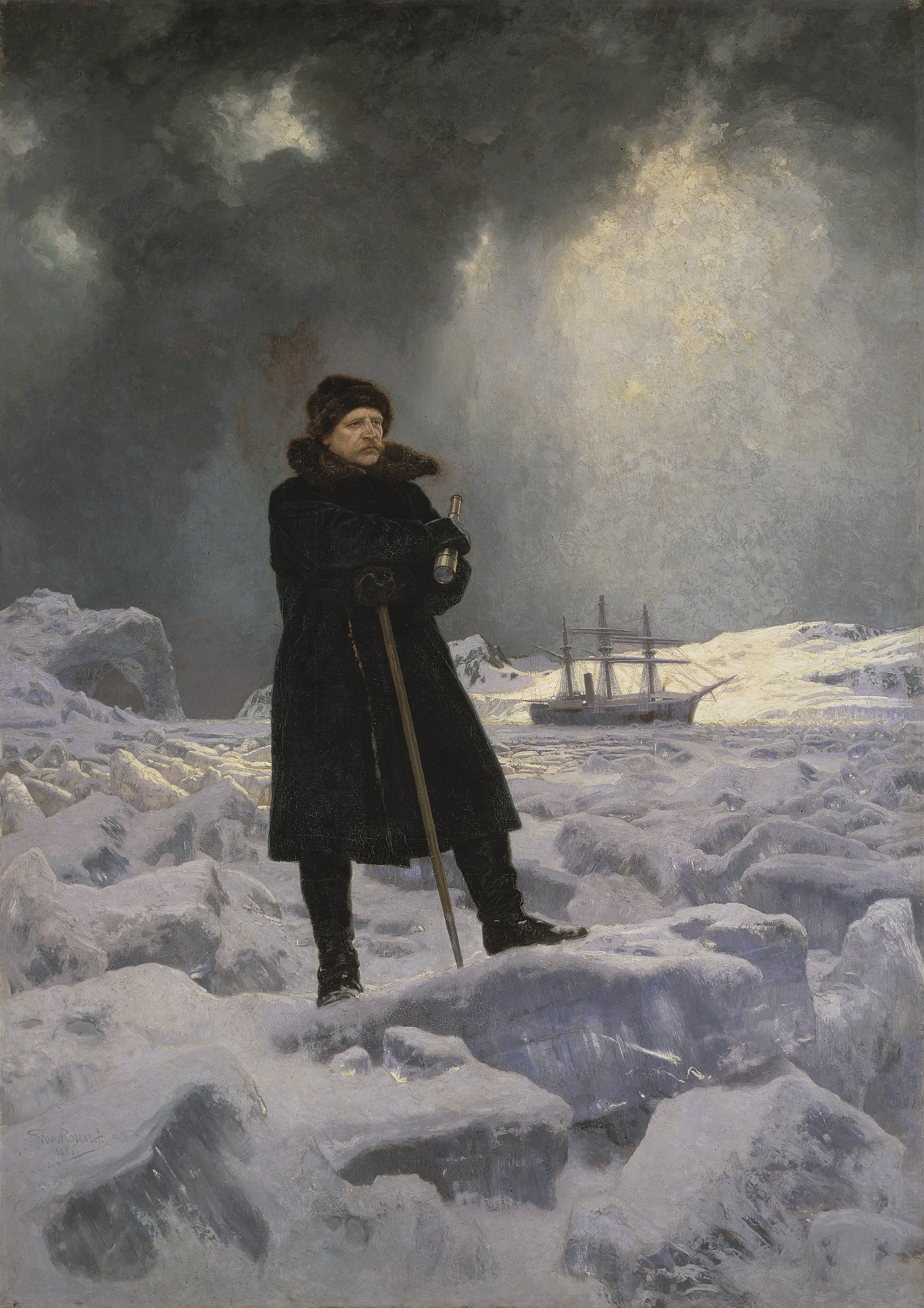
Adolf Erik Nordenskiöld trong chuyến thám hiểm Bắc Băng Dương 1886

Bản đồ địa hình Bắc Băng Dương thập niên 1780 của Emanuel Bowen "biển phía Bắc".

Trong hầu hết lịch sử châu Âu, các khu vực của Bắc Cực vẫn còn phần lớn chưa được khám phá và chỉ mang tính phỏng đoán của họ. Pytheas của Massilia đã có một chuyến thám hiểm về phía bắc vào năm 325 TCN, đến vùng đất mà ông gọi là "Eschate Thule," nơi Mặt Trời chỉ có 3 giờ mỗi ngày và mặt nước bị thay thế bằng một chất đông cứng "trên đó người ta không thể đi bộ cũng như không thể đi bằng tàu." Ông có thể đã miêu tả lớp biển băng mỏng ngày nay là "chỏm băng nhỏ"." Từ "Thule" có thể là Na Uy qua quần đảo Faroe hoặc đảo Shetland mà ông đã nêu ra.
Các nhà bản đồ học không chắc rằng liệu có thể vẽ khu vực xung quanh Bắc cực là vùng đất (như trong bản đồ năm 1507 của Johannes Ruysch, hay bản đồ năm 1595 của Gerardus Mercator) hay vùng nước (như trong bản đồ thế giới năm 1507 của Martin Waldseemüller). 
Vài cuộc thám hiểm đã đi sâu hơn vào vòng Bắc Cực trong thời gian này và đã vẽ một vài hòn đảo nhỏ như Novaya Zemlya (thế kỷ 11) và Spitsbergen (1596), tuy nhiên do khu vực này thường xuyên bị băng phủ nên giới hạn phía bắc của nó vẫn chưa rõ ràng. Các nhà sản xuất biểu đồ điều hướng, dè dặt hơn so với một số các nhà vẽ bản đồ huyền ảo hơn, có xu hướng để lại các khu vực trống, chỉ với những đoạn bờ biển đã biết phác thảo ra.
Fridtjof Nansen là người đầu tiên thực hiện chuyến hải trình qua Bắc Băng Dương năm 1896. Vượt qua bề mặt đại dương này đầu tiên là Wally Herbert năm 1969, trong một chuyến thám hiểm bằng dog sled (xe đi trên băng do chó kéo) từ Alaska đến Svalbard với sự hỗ trợ của máy bay.
Từ năm 1937, các trạm nghiên cứu băng trôi của Liên Xô và Nga đã quan trắc trên diện rộng Bắc Băng Dương. Các nhà khoa học sống trên các tả băng trôi và đã đi được hàng ngàn cây số trên các tảng băng trôi đó.

## Động vật và thực vật
Các loài động vật biển bị đe dọa ở Bắc Băng Dương gồm Hải tượng (Odobenus rosmarus) và cá voi. Khu vực này có một hệ sinh thái mong manh, chậm thay đổi và chậm phục hồi khi bị phá vỡ. Cyanea capillata là loài phổ biến trong các vùng nước của Bắc Băng Dương và pholis fasciata là loài duy nhất trong họ Pholidae còn sống trong đại dương.
Bắc Băng Dương có tương đối ít các loài thực vật ngoại trừ phytoplankton. Phytoplankton là một phần quan trọng trong đại dương và là lượng sinh khối lớn ở Bắc Băng Dương, ở đây chúng ăn thức ăn từ các con sông và các dòng hải lưu của Thái Bình Dương và Đại Tây Dương. Trong suốt mùa hè, Mặt Trời hiện diện cả ngày lẫn đêm, điều này giúp cho phytoplankton quang hợp nhiều hơn và sinh sản một cách nhanh chóng. Tuy nhiên, yếu tố này ngược lại trong mùa đông.
|             |           |                 |                    |
| Gấu Bắc Cực | Alle alle | Cá voi đầu cong | Crossota norvegica |

## Đảo
- Greenland
- Spitsbergen
- Novaja Zemlja
- Severnaja Zemlja

### Các cảng chính
Một số cảng nổi tiếng từ tây sang đông bao gồm:
| - Hoa Kỳ - Barrow, Alaska - Vịnh Prudhoe, Alaska - Canada - Churchill, Manitoba - Inuvik, Northwest Territories - Nanisivik, Nunavut - Tuktoyaktuk | - Na Uy - Longyearbyen - Kirkenes - Vardø - Nga - Murmansk - Arkhangelsk - Labytnangi/Salekhard - Dudinka - Igarka - Dikson - Tiksi - Pevek |

## Các dòng hải lưu
- Hải lưu Đông Greenland
- Hải lưu Tây Greenland
- Hải lưu Na Uy
- Hải lưu đảo Baffin

## Tài nguyên thiên nhiên
Các mỏ dầu và khí thiên nhiên, các mỏ sa khoáng, kết hạch mangan, cát và cuội xây dựng, cá, hải cẩu và cá voi có thể tìm thấy rất nhiều ở khu vực này.
Các mỏ khoáng sản lớn như mỏ thiếc Red Dog ở Alaska, mỏ Diavik Diamond ở Northwest Territories, Canada, và Sveagruva ở Svalbard. Các mỏ lớn đang được khai thác là mỏ sắt Baffinland ở Nunavut, và mỏ sắt Isua ở Greenland. Khai thác vàng ở Alaska cũng phổ biến. Mỏ vàng Fort Knox là mỏ lớn nhất trong lịch sử Alaska.
"Vùng chết chính trị" gần trung tâm của biển cũng là nơi có nhiều tranh chấp giữa Hoa Kỳ, Nga, Canada, Na Uy, và Đan Mạch. Nó có ý nghĩa đối với thị trường năng lượng toàn cầu vì nó có thể chứa 25% hoặc hơn lượng dầu mỏ và khí đốt chưa được phát hiện của thế giới. USGS ước tính có khoảng 22% lượng dầu và khí đốt của thế giới có thể nằm bên dưới Bắc Băng Dương. Số liệu năm 2008 của USGS ước tính có khoảng 90 tỷ thùng dầu và 47 ngàn tỉ m3 khí thiên nhiên, chiếm 13% lượng dầu chưa được khám phá trên thế giới và 50% lượng khí đốt chưa được phát hiện. Hơn 50% lượng dầu phát hiện ngoài khơi biển Alaska (30 tỷ thùng) ở lưu vực còn lại (9,7 tỷ thùng) trong khu vực của Greenland. 70% trữ lượng khí đốt tập trung ở khu vực Đông Siberia, ở phía đông của Biển Barents và ngoài khơi bờ biển Alaska.

## Các vấn đề môi trường

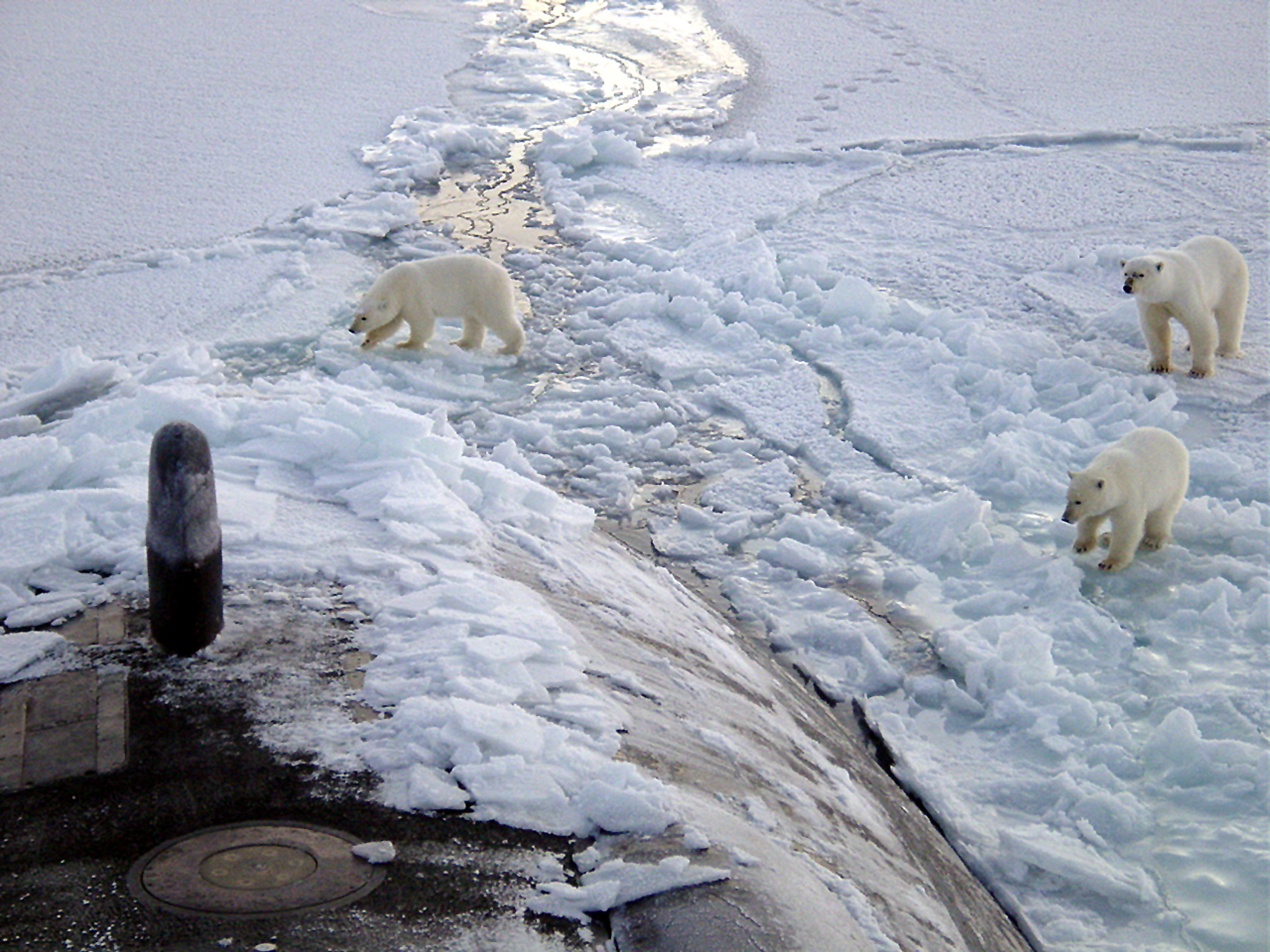
Ba con gấu Bắc Cực đến gần USS Honolulu gần Cực Bắc.

Lớp băng ở Bắc cực đang mỏng dần, và trong một vài năm cũng có lỗ hổng theo mùa trong tầng ôzôn.Việc suy giảm khu vực phủ băng ở Bắc Băng Dương làm giảm suất phản chiếu trung bình của Trái Đất, có thể đẫn đến sự ấm lên toàn cầu theo cơ chế phản hồi tích cực. Một nghiên cứu chỉ ra rằng Bắc Cực có thể không còn băng lần đầu tiên trong lịch sử con người vào năm 2040.
Các nhà khoa học hiện đang quan tâm rằng nhiệt độ Trái Đất nóng lên ở Bắc Cực có thể làm cho một lượng lớn nước tan từ băng sẽ bổ sung thêm nước cho vùng Bắc Đại Tây Dương, có thể làm gián đoạn cơ chế hải lưu toàn cầu. Những thay đổi nghiêm trọng về khí hậu của Trái Đất có thể xảy ra sau đó.

Các vấn đề môi trường khác liên quan đến sự ô nhiễm phóng xạ của Bắc Băng Dương như các vị trí thải chất thải hạt nhân của Nga ở biển Kara và các vị trí thử nghiệm hạt nhân trong chiến tranh lạnh như Novaya Zemlya.